# Katarsis (groupe)
Katarsis (se prononce : [kɐˈtaːrsʲɪs]) est un groupe de rock alternatif lituanien basé à Vilnius et composé de Lukas Radzevičius (chant, guitare), Alanas Brasas (guitare), Emilija Kandratavičiūtė (basse) et Jokūbas Andriulis (batterie). Ils représentent la Lituanie au concours Eurovision de 2025 avec la chanson Tavo akys. 

## Histoire
Katarsis est fondé par Lukas Radzevičius, à l'origine en solitaire. Alors qu'il était encore à l'école, Radzevičius commence en 2019 à composer et à publier de la musique. Après avoir reçu des invitations à se produire lors de concerts, il se rend compte qu'il ne pouvait pas se produire seul en live et a pris la décision de former un groupe,.  
En 2024, ils sortent leur premier album, Dausos. 
Le 11 décembre 2024, Katarsis est annoncé comme l'un des quarante-cinq candidats à l'Eurovizija.LT, le concours national de la Lituanie pour sélectionner la candidature du pays à l'Eurovision 2025, avec la chanson Tavo akys (en). Le 1er février 2025, ils se qualifient pour la demi-finale puis parviennent à passer en finale deux semaines plus tard. Lors de la finale de l'événement, Tavo akys fut l'une des trois chansons avec le plus de votes reçus par le jury, et le public le désigne vainqueur et ainsi représentant de la Lituanie à l'Eurovision à Bâle. 

## Membres du groupe
- Lukas Radzevičius (né le 24 novembre 2002 (22 ans) à Palanga )
- Alanas Brasas (née le 12 novembre 2001 (23 ans) à Šiauliai ) - guitare solo
- Emilija Kandratavičiūtė (née le 26 août 2002) - basse
- Jokubas Andriulis (né le 28 mars 1999) - batterie

## Discographie

### Album
2024 : Dausos

### Chansons
- Niekas (2020)
- Vasarą galvoj minoras (2020)
- Rasa (2022)
- Des (2022)
- Ėda (2023)
- Būsi (2023)
- Praradau tave (2023)
- Pamiršau žiūrėt į paukščius (2024 ; parti de l'album Dausos)
- Dingo (2024)
- Tavo akys (2025 ; chant représentant la Lituanie à l'Eurovision 2025)
- Kas man be jūros (2025)